# 在某处
《在某处》（英語：Somewhere）是一部2010年的美國劇情片，索菲亚·科波拉执导，斯蒂芬·多尔夫、艾丽·范宁主演。在美国于2010年12月22日公映。2010年9月11日，该片获得第67届威尼斯国际电影节金獅獎。

## 剧情
Johnny是一名Hollywood的演员，一直过着放纵与空虚的生活。直到有一天他遇上他的11岁的女儿Cleo（她是他与一名女人发生关系后意外怀孕的产物），在与她一起过了一段日子后，他开始审视自己的生活状态。

## 角色
- 斯蒂芬·多爾夫 as Johnny Marco
- 艾麗·范寧 as Cleo
- Chris Pontius as Sammy
- 蜜雪兒·摩納漢 as Rebecca
- Kristina and Karissa Shannon
- 阿爾登·埃倫瑞奇
- Ellie Kemper
- Lala Sloatman as Laila

## 制作
据称该片中的许多场景来源于导演的童年生活。费德里科·费里尼的《勾魂懾魄》（Toby Dammit）和彼得·博格丹诺维奇（Peter Bogdanovich）的《纸月亮》（Paper Moon）同样影响了该片。
2009年6月和7月，电影在洛杉矶和意大利开拍。据称凤凰乐团参加了该片的配乐。

## 外部連結
- 官方网站
- 互联网电影数据库（IMDb）上《在某处》的资料（英文）
- 豆瓣电影上《在某处》的資料 （简体中文）
- 爛番茄上《在某处》的資料（英文）